# Муженко, Виктор Николаевич
Ви́ктор Никола́евич Муже́нко (укр. Віктор Миколайович Муженко; род. 10 октября 1961) — украинский военачальник, генерал армии Украины. Начальник Генерального штаба — Главнокомандующий Вооружёнными силами Украины с 3 июля 2014 по 21 мая 2019 года.

## Биография
Родился 10 октября 1961 года в селе Выступовичи Овручского района Житомирской области Украинской ССР.
В 1983 году окончил Ленинградское высшее общевойсковое командное училище ВС СССР (ныне — Санкт-Петербургское высшее общевойсковое командное училище), начал службу в Закавказском военном округе (ЗВО).
С 1984 по 1986 год занимал должности командира мотострелкового взвода, командира мотострелковой роты в ЗВО.
С 1986 по 1991 год — командир 2-й мср 178-го омсб 6-й отдельной гвардейской мотострелковой бригады ЗГВ.
С 1991 по 1992 год был командиром мотострелкового батальона. С 1992 года — офицер, а затем старший офицер отдела боевой и морально-психологической подготовки танковой армии Прикарпатского военного округа.
С 1993 по 1994 год — старший офицер отделения тактической подготовки отдела боевой подготовки танковой армии Прикарпатского военного округа.
В 1996 году Муженко окончил Академию Вооружённых сил Украины, после завершения учёбы был назначен на должность начальника штаба — заместителя командира полка танковой армии Прикарпатского военного округа.
С 1996 года — командир полка. С 2000 года — начальник штаба — заместитель командира дивизии Северного оперативного командования.
С апреля 2003 по июль 2004 года — начальник штаба — первый заместитель командира механизированной бригады Украинского миротворческого контингента многонациональных сил в Ираке.
В 2005 году назначен на должность заместителя начальника штаба армейского корпуса Сухопутных войск ВС Украины, затем был заместителем командира корпуса, начальником штаба — первым заместителем командира армейского корпуса Сухопутных войск ВС Украины. В том же году окончил факультет подготовки специалистов оперативно-стратегического уровня Национальной академии обороны Украины.
С 2010 года — командир 8-го армейского корпуса Сухопутных войск ВС Украины.
10 мая 2012 года приказом министра обороны Украины назначен на должность заместителя начальника Генерального штаба ВС Украины.
24 августа 2012 года указом Президента Украины Виктора Януковича Муженко было присвоено воинское звание «генерал-лейтенант».
Избирался депутатом Житомирского облсовета от «Партии регионов», но после событий «Евромайдана» в феврале 2014 года вышел из неё.
20 мая 2014 года указом исполняющего обязанности Президента Украины Александра Турчинова назначен первым заместителем руководителя Антитеррористического центра при СБУ. 26 мая решением главы СБУ Валентина Наливайченко назначен командующим АТО.
3 июля 2014 года указом Президента Украины Петра Порошенко назначен начальником Генерального штаба — Главнокомандующим ВС Украины.
24 августа 2014 года указом Президента Украины Петра Порошенко Муженко было присвоено воинское звание «генерал-полковник».
14 октября 2015 года Президент Украины Пётр Порошенко присвоил Муженко звание генерала армии Украины.
Освобождён от должности 21 мая 2019 года. Автор ряда мемуаров о Вооружённом конфликте на востоке Украины.
2 сентября 2019 года указом Президента Украины Владимира Зеленского уволен с военной службы в запас.

## Война с Россией
Генерал Муженко являлся фактическим руководителем операций украинской армии на Востоке. В начале августа 2014 года высказывал мнение, что активная фаза боевых действий займёт не более месяца.
Говоря о реформе армии Украины, генерал отметил важность создания корпуса подготовленных резервистов, готовых при необходимости быстро встать в строй.
В январе 2015 года Муженко приехал в зону боевых действий для осуществления личного руководства действиями украинских войск.
29 января 2015 года заявил на пресс-конференции, что ему известны факты участия в боевых действиях отдельных российских военнослужащих и граждан РФ в составе вооружённых формирований ДНР и ЛНР.
18 апреля 2015 года Муженко назвал конкретные части российской армии, принимающие участие в боевых действиях в Донбассе. По его словам, в январе ещё не было документальных доказательств прямых столкновений с воинскими частями России, но уже в феврале регулярные подразделения вооружённых сил РФ принимали непосредственное участие в боях под Дебальцевом, Чернухином и Логвиновом. Кроме того, он сообщил, что некоторые военные части — 98-ю и 106-ю гвардейские воздушно-десантные дивизии — планируется привлечь к участию в Параде Победы 9 мая в Москве.

### Преследование в России
1 ноября 2018 года были введены российские санкции против 322 граждан Украины, включая Виктора Муженко.
В октябре 2014 года стало известно, что Следственный комитет Российской Федерации возбудил против Виктора Муженко и министра обороны Украины Валерия Гелетея уголовное дело. В сентябре 2015 года Следственный комитет Российской Федерации возбудил уголовное дело в отношении Муженко по подозрению в применении запрещённых средств и методов ведения войны и геноциде (часть 1 статьи 356, статья 357 Уголовного кодекса РФ). В 2016 году было возбуждено новое уголовное дело, Россия послала запрос на объявление Муженко в розыск по линии Интерпола, однако Интерпол отказал России на основании статьи 3 своего Устава.

## Награды
- Орден Богдана Хмельницкого III степени (4 июля 2016 года) — за личное мужество и высокий профессионализм, проявленные в защите государственного суверенитета и территориальной целостности Украины, верность военной присяге[15].
- Орден Данилы Галицкого (27 мая 2004 года) — за мужество и самоотверженность, проявленные при исполнении воинского долга, весомый вклад в поддержание мира и стабильности в различных регионах мира[16].
- Медаль «За безупречную службу» III степени (14 сентября 2001 года) — за весомый личный вклад в обеспечение обороноспособности Украины, высокий профессионализм и по случаю 60-летия со дня создания 30 гвардейской танковой дивизии 8 армейского корпуса Северного оперативного командования[17].
- Медаль «Защитнику Отчизны».
- Медаль «10 лет Вооружённых сил Украины».
- Медаль «15 лет Вооружённых сил Украины».
- Памятный нагрудный знак Министерства обороны Украины «Воин-миротворец».
- другие награды.